# بستان العشرة (حورشات تال)

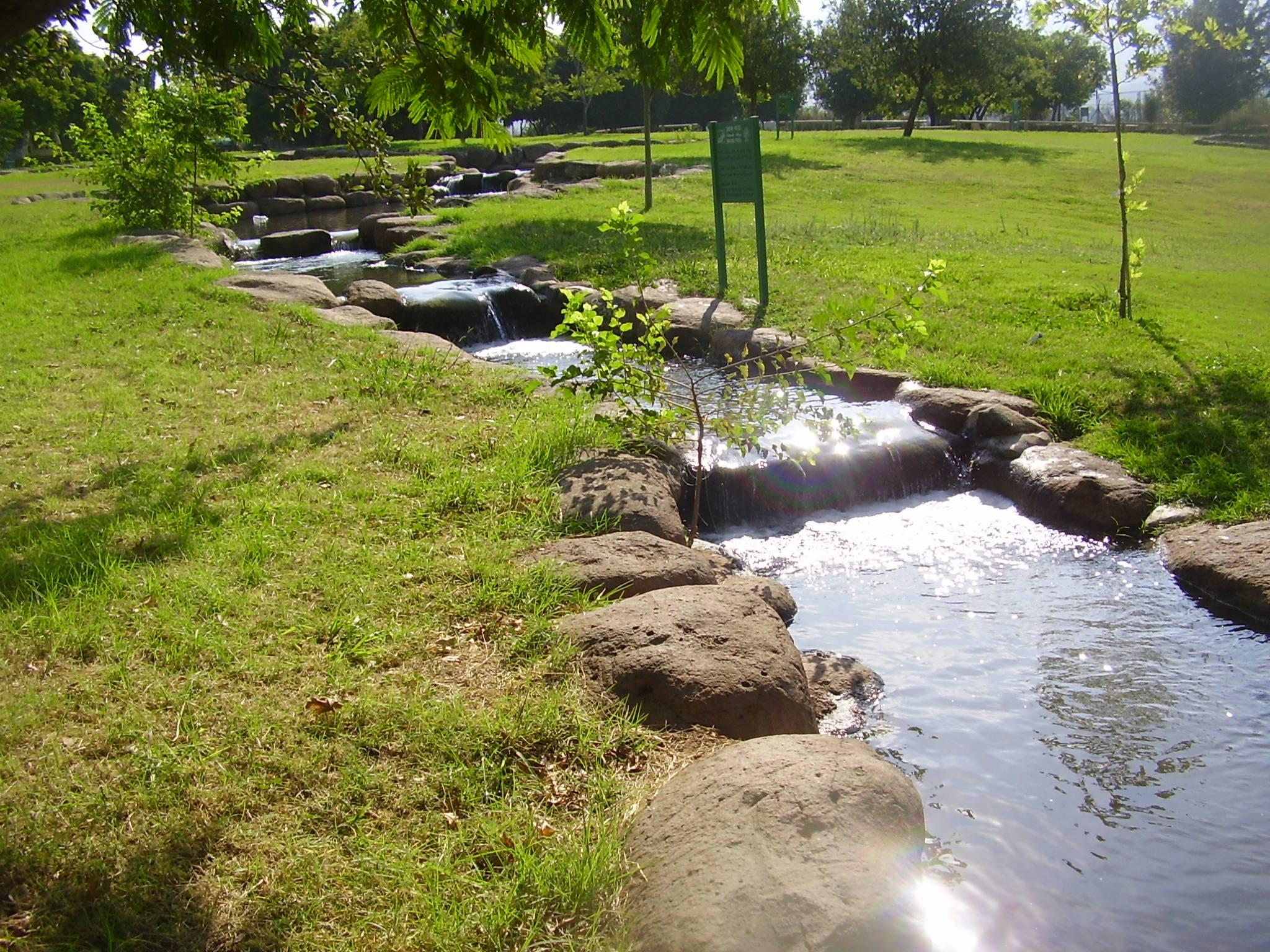
جدول مياه في بستان العشرة (حورشات تال)

بستان العشرة يعرف باللغة العبرية باسم حورشات تال (بالعبرية: חורשת טל‏)، ومعنى الاسم العبري باللغة العربية هو «بستان الندى» هي حديقة وطنية ومحمية طبيعية في المنطقة الشمالية من فلسطين التاريخية (داخل حدود إسرائيل). في عام 1968، تم الإعلان عن أراضي تبلغ مساحتها 765 دونم على أنها منتزه وطني ( تشغل مرافق الزوار مساحة قدرها 250 دونم ). وأعلن عن قسم من هذه الأراضي (بمساحة تقارب الـ 107 دونم) على أنها محمية طبيعية.

## حديقة وطنية

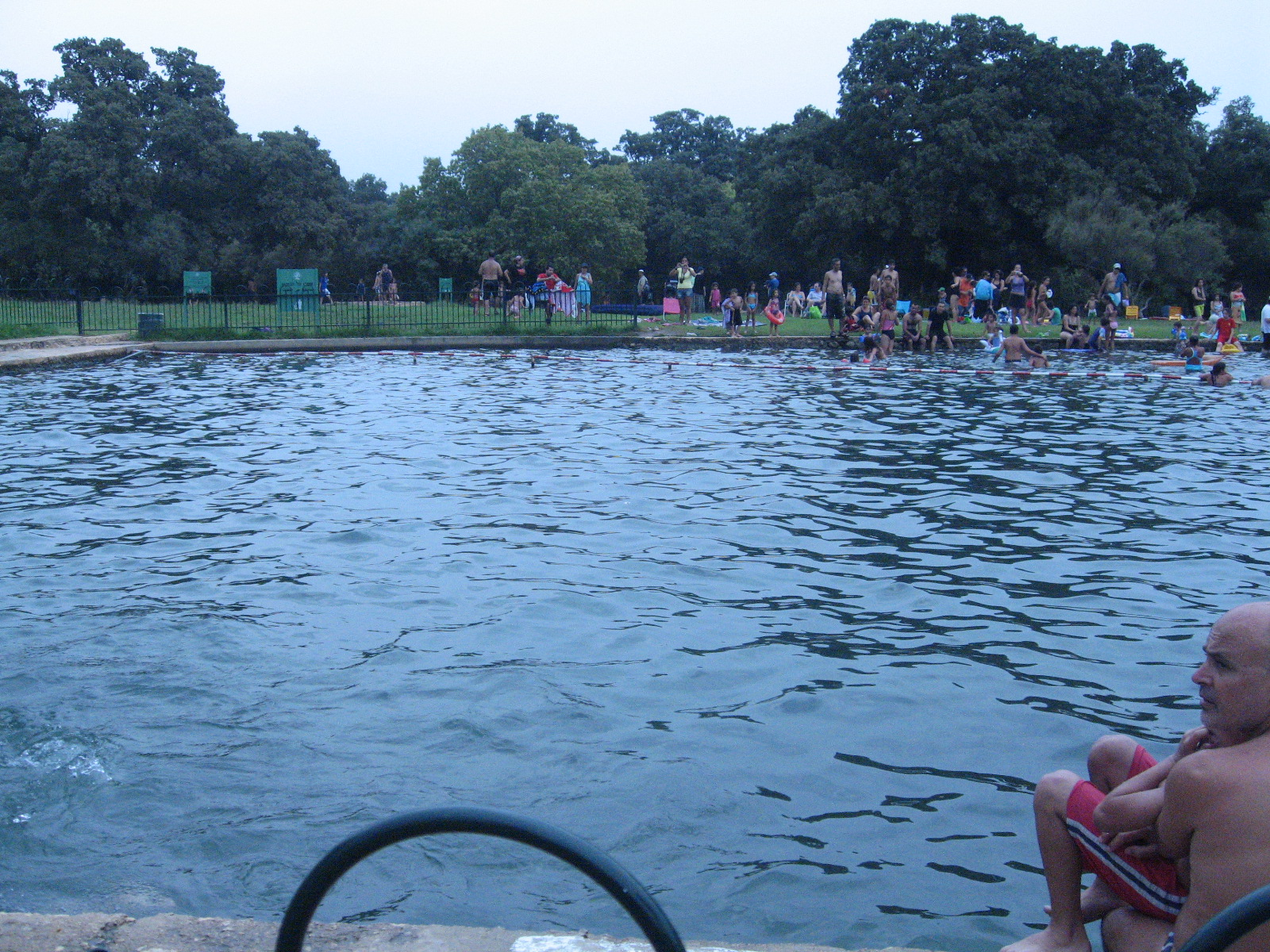
حوض مياه في بستان العشرة (حورشات تال)

يقع بستان العشرة (حورشات تال) على الطريق السريع 99 في الشرق من كريات شمونة في الجزء الشمالي من وادي الحولة. تتوفر وحدات سكنية للتخييم في مناطق الترفيه تعرف باسم بانغلاو (جناح صغير مكون من طابق واحد) وأكواخ خشبية. يمر عبر الموقع تيار مائي متفرع من نهر اللدان، ويصب في حوض سباحة حيث توجد منزلقات مائية. وهناك حديقة لصيد الأسماك مفتوحة للزوار.
الاسم العبري للموقع مستمد من سفر المزامير في التوراه حيث أشير إليه باسم «ندى جبل الشيخ».

## محمية طبيعية
السبب الرئيسي من وراء الإعلان عن المحمية هذه كمحمية طبيعية، هو لحماية 240 شجرة بلوط قديمة من نوع سنديان فش (الاسم العلمي : Quercus macrolepis). نجت هذه الأشجار لسنوات عديدة باعتبارها جزء من موقع إسلامي مقدس. بعض الأشجار عمرها حوالي ما بين 350 – 400 سنة. يقول التراث الشعبي المحلي أن 10 أشخاص من رفاق النبي محمد توقفوا في مكان قريب من هذا الموقع للراحة، لكنهم لم يتمكنوا من العثور على أي أشجار ليعقلوا خيولهم بها. لذا قاموا بغرس العصي التي يحملونها في الأرض، والتي أصبحت أصل موقع الأشجار في المنطقة. تعرف هذه القصة في التراث العربي باسم بستان العشرة.